# オックスフォード大学
オックスフォード大学（オックスフォードだいがく、英語: University of Oxford）は、イギリスのオックスフォードに所在する総合大学。
9世紀にわたって続く英語圏で最も古い、歴史ある大学であり、ケンブリッジ大学とともに同国を代表する名門校として、現在でもその学術水準はきわめて高く、イギリスのTHE世界大学ランキングでは2017年から2024年まで連続して世界第1位、QS大学ランキングでも世界総合第3位（2024年）。オックスフォード大学出版局の出版活動やオックスフォード英語辞典の編纂を通じて、英語圏の学術・文化に大きな影響を及ぼす存在でもある。
それぞれ独自に財源・組織をもつ独立した自治団体であるカレッジ（学寮）とホール（下宿）からなる学寮制の大学であり、カレッジとホールの連合体を総称してオックスフォード大学と呼んでいる。
イギリスでは中世以来ケンブリッジ大学と並んで高等教育をほぼ独占してきたため、政治家・企業家など指導的な立場にたつ卒業生の数は多く、2024年までにクライストチャーチ・カレッジを筆頭に30人がイギリス首相となった。また医学・化学・物理学を中心にノーベル賞受賞者も多数にのぼる。
日本の今上天皇、皇后雅子、秋篠宮文仁親王ら多くの皇族の留学先となっており、6人のイギリス国王が学んでいる。
イギリス国内で発行のすべての初版本を蔵書するボドリアン図書館（1602年創設）や、世界で最初の大学博物館でイギリス最初の公共美術館でもあるアシュモレアン博物館（好古家のイライアス・アシュモールの寄贈により1683年創設）も広く知られている。
映画ハリー・ポッターのロケ地としても知られ、上述のボドリアン図書館を構成するハンフリー公図書館や、隣接するディヴィニティ・スクール、カレッジではクライスト・チャーチや、ニュー・カレッジなどで撮影が行われた。クライスト・チャーチはルイス・キャロルの「不思議の国のアリス」の舞台でもあり、グレートホール（食堂）には、同作品ゆかりのステンドグラスなどがある。

## 概説
運営の最高責任者は総長（Vice-Chancellor）であり、2025年時点の総長はアイリーン・トレイシー。名誉総長（Chancellor）と呼ばれる職位は終身の名誉職であり、2025年時点の名誉総長は外務・英連邦・開発大臣や保守党党首などを務めたウィリアム・ヘイグ（リッチモンドのヘイグ男爵）。副総長（英称; Pro Vice-Chancellor）は5名の大学運営・学生担当教師と7名のカレッジの学長の計12名が務める。
設置形態は、英語圏では公立大学であると認識されている。法的根拠がイギリス国王の勅許状により設立された自治団体であること、大学財政審議会（UFC）を通じて国家から国庫補助金の配分を受けており、大学規模や文科・理科の配分比率がUFCにより決定されていること、法的性質が明らかに違うバッキンガム大学などの私立大学が近年新設されたことによる。ただし、自然発生的な創立の歴史や高度な大学自治、独自の財産と安定収入のあるカレッジの存在、日本でいう国公立大学とは解釈が異なる。

## 歴史

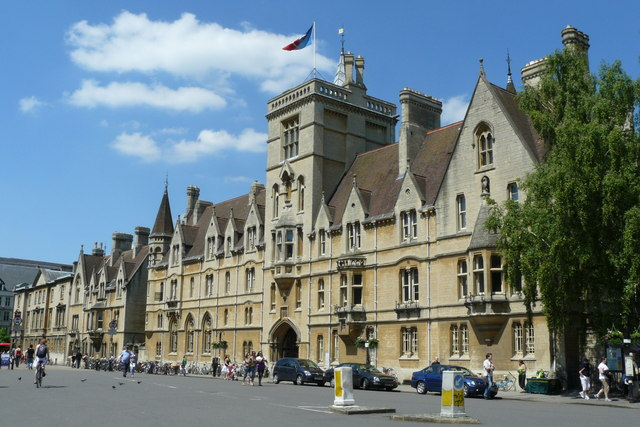
ベリオール・カレッジ

オックスフォード大学の創立の明確な時期は解明されていないが、最古の記録として、1096年にオックスフォードで講義が行われていたという公式の記録が存在しており、少なくともこの時期に大学の前身となる教育機関が存在していた。全ての施設が一気に構築されたのではなく、長い年月をかけて徐々に形成されたものと考えられている。
ヘンリー2世がトマス・ベケットとの喧嘩をきっかけに、1167年に、イギリス人学生のパリ大学への入学を禁止したことからオックスフォードに学者が集まり、パリから移住してきた学生たちによって大学が形成され、オックスフォードは急速に発展した。この12世紀末の、パリ大学から神学者も招聘されるなど大学が振興した時期が創設の起源とされることもある。また、この頃から初期のホール（寮）が設立され、これらのホールはのちにカレッジ（学寮）へと発展した。
1209年に殺人罪で告発された2人の学生が処刑されたことをきっかけに大学は一時解散し、これがケンブリッジ大学の設立につながった。1214年に、ローマ教皇特使のニコラス・デ・ロマーニス（Niccolò de Romanis）による交渉の結果、オックスフォードにて大学を再開することが認可された。
この大学の地位は1571年に『2大学法人に関する法令（Act for the Incorporation of Both Universities）』によって公式に制定された。ここで、大学の正式名称は「オックスフォードの大学の総長、修士、および学士（The Chancellor, Masters and Scholars of the University of Oxford）」と定められた。
1604年に『三十九ヵ条の信仰告白』への署名を、入学と学位授与時の義務として、英国国教会と全面的に結合した。また、同年にイギリス議会下院に2議席を獲得して、1636年のロード学則によって、カレッジ（学寮）を主体とした大学が確定され、大学の運営も学寮長の寡頭体制が確立した。
英国国教会と結びつき安定した大学は、貴族やジェントリ（郷紳）層出身の学生が圧倒的になるにつれ、研究者の養成より聖職者の養成機関と為した。その後、さらに保守化が進むと、非英国国教徒などの新興中産階級から厳しい批判を受けることとなった。
18世紀後半からの産業革命は、イギリス社会を大きく変貌させるが、大学にも時代の要請にあった改革が迫られた。1807年に古典学において初めて優等卒業試験が採用され、学生に勉学を強いるとともに、ジョン・ヘンリー・ニューマンらのオックスフォード運動が起こった。1853年には、議会からの強い圧力によって、優等卒業試験が自然科学などにも拡大され、1871年には、三十九ヵ条の信仰告白への署名義務が廃止されて、英国国教徒以外でも入学できるようになった。大学の行政も民主化され、教授職も増加し、聖職者養成機関から学問研究の府へと大きく変貌した。1879年には、レディ・マーガレット・ホールが開設され、女性にも門戸を開かれた。
1920年に国家の奨学金が大幅に増加され、中・下流層ならびに労働者の子弟の入学も可能となり、国民の大学として大きく進展していくこととなった。19世紀後半の改革以降に、学生数も大きく増加し、2024年8月現在で独立した自治権を持つ45のカレッジ（内訳は39のカレッジと6つのパーマネントプライベートホール／PPHと呼ばれるキリスト教系の教育機関）の連合体で構成されている。

## 組織

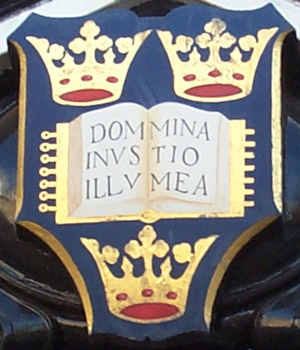
オックスフォード大学の紋章。ラテン語Dominus illuminatio mea（「主は我が光」の意」

大学の運営は、学科（department）とカレッジ（学寮、college）が並列に行っており、カレッジと学科が複雑に相互依存している。学科の中には学部（Faculty）の名称を持つものもある。
学科の集合としてディヴィジョン（Division）がある。具体的には、Humanities Division（人文学）、Medical Sciences Division（医科学）、Mathematical, Physical and Life Sciences Division（数理・物理・生命科学）、Social Sciences Division（社会科学）の4つ存在する。

### カレッジ
カレッジは39あり大学への入学はカレッジに認められなければならず、授与される学位も、学科での審査とカレッジの認証によって大学から与えられる。カレッジは学生を学科に送って講義を受けさせる一方で、3人以下の少人数制の個別指導や、4 - 15人程度の中規模のクラスを主催し、専門性が強くなると学科に委託する。学部生は、教育・生活の両面でカレッジへの依存性が強いが、大学院生になるとカレッジ外に住む割合も増え、学科にある研究室や図書館などで行う研究活動が中心になる。各カレッジは代々固有の財産と安定収入を持ち、伝統的な資産はイギリス各地の荘園、農園であり、近年では株式の割合も増えている。カレッジの資産を管理・運用するフェローのことをバルサーと呼ぶ。
日本語ではカレッジが単科大学を指す場合もあるが、オックスフォード大学やケンブリッジ大学のカレッジ制度は性質が異なり、アメリカ合衆国のカレッジ制度とも異なるため学寮やコレッジと呼ぶこともある。学生の多くと一部の教職員とが寝食をともにし、またそこでともに学ぶというシステムである。各カレッジには得意とする専攻分野があるが、基本的には様々な学問分野の研究者と学生が揃っており、学際的な環境にある。大学院生を含めた全ての学生と、ポスドク研究員を除く大学教職員は、カレッジと学科の両方に所属するが、カレッジや学科独自の役職もある。ケンブリッジ大学やダラム大学は、同種のカレッジ制を採用した大学であることから、毎年大学間でカレッジ対抗のスポーツイベント、ドオックスブリッジが開催されている。
キリスト教系宗派の系統を持つカレッジも多く、特にクライストチャーチは、イングランド国教会オックスフォード教区の大聖堂でもあり、唯一大学の中にあり、大聖堂の規模としては英国最小であることを特色とする。英国国教会派以外にもカトリック系（トリニティ・カレッジ、セント・ジョンズ・カレッジ）、長老派系（ハリス・マンチェスター・カレッジ）、バプテスト系（リージェンツ・パーク・カレッジ）、福音派教会系（ウィックリフ・ホール）などのカレッジやパーマネント・プライベート・ホールがある。各カレッジの自治と宗派とのつながりも深く、その点では私立大学的要素も持ち合わせている。

## キャンパス
連合王国のうち、イングランド王国の大学都市、オックスフォード市に本部ならびにカレッジをおく。各カレッジをキャンパスとみなすこともできるが、学科（department）や中央図書館などを含めたものと考えるのが一般的であろう。また、ケンブリッジ大学の項にも記載があるように、学校用地という意味であれば、サイト（Site）が用いられる。

## 施設

ウスター・カレッジ

中央機関として学部、図書館、科学施設と39のカレッジ、5つのホール（Permanent Private Halls ; PPHs）があり、大学の教職員と学生は、カレッジ又はPPHsのうちいずれか1つに所属する。大学院生のみを受け入れるカレッジ、女性専用のカレッジ（St Hilda's）もある（St Hilda's は2006年6月6日に男性の将来的受入に同意し、2007年10月より男女共学が始まった）。
2つのカトリックPPHsのほか、St Benet's HallとCampion Hallは男子学生のみを受け入れている。
教育は、講義だけではなく、個別指導に力を注いだ形態をとっており、特に学部生はカレッジごとに1対1 - 5人程度の少数のグループでの教育を受ける。講義は学科（department）レベルで行われ、基本的には大学に所属していれば誰でも聴きにいくことができる。分野によって多少の差はあるが、基本的に講義の出欠を取ることはない。しかし試験は講義に沿った内容で学科（department）が行うため、カレッジ中心の教育体制ともいいがたい。
学士の学位は第1級（First Class）、第2級上（Upper Second class）、第2級下（Lower Second Class）、第3級（Third Class）、合格（Pass）の5種類があり、一般的な科目では「ファイナルズ（Finals）」と呼ばれる卒業試験の成績で学位が決まる。ただし、実験レポートなどのコースワークの成績も試験の1科目として扱われるため、試験が全てでない科目も多い。

## ケンブリッジ大学との関係
ケンブリッジ大学とは強いライバル関係にあり、両大学合わせて、「オックスブリッジ」と呼ばれる。両校の間では、スポーツなど各種の親善試合が頻繁に行われる。とりわけ有名なのは、毎年春にロンドンのテムズ川で行われるボートレース（レガッタ）である。両大学は、互いに「あちら（the other place, another universityなど）」と呼び合うだけでなく、パントと呼ばれる舟遊びでも逆方向から漕ぐ徹底振りである。また、1827年に開始されたクリケットの定期戦も有名であり、ザ・大学マッチ（The University Match）と呼ばれ、ボートレースより長い歴史がある。通算成績は2023年現在、ケンブリッジ大学が勝ち越しており、クリケットの聖地と呼ばれるロンドンのローズ・クリケット・グラウンドで多くの試合が行われた。
大学都市である、ケンブリッジ市内中心部にあるケンブリッジ大学はよく「町の中に大学がある」と言われるのに対し、市内中心部を諸カレッジの壁面が覆うことよりオックスフォード大学が「大学の中に町がある」と称される。

## 日本との関係

### 大学間の連携
慶應義塾大学、関西学院大学、専修大学、奈良県立大学、金沢学院大学、川崎医科大学など、いくつかの大学と友好的な異文化交流を結んでいるカレッジも存在する。これはオックスフォード大学の学部や学科との交換留学制度ではないが、それぞれ中期または短期留学での渡航プログラムが各大学向けにデザインされており、主な目的としては外国語研修を通じて英語および英国の文化や歴史を学ぶ内容とされている。
上智大学との協定により、毎年サマープログラムが開講されている。『エコノミスト』で活躍する記者などを講師に招き、政治・メディアについて理論と実践の立場から学ぶ。他、イギリス文化（シェイクスピアなどを含む）に関する講義もある。
なお、早稲田大学とはオックスフォード遠征や奥外交官を偲んでラグビーの交流も盛んだが、研究面では2020年4月17日付で大学間協定を締結した。

## カレッジ一覧

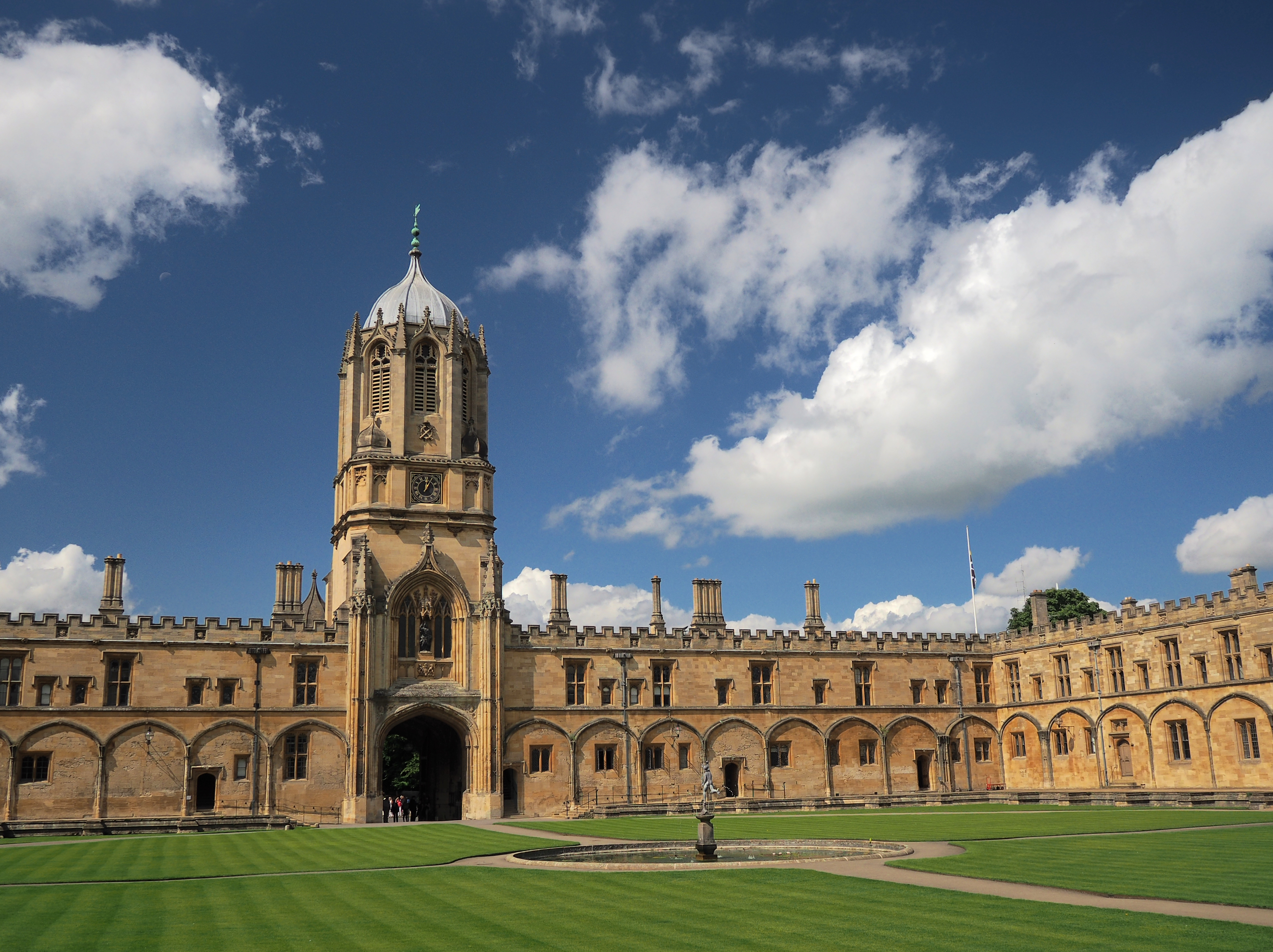
クライスト・チャーチ
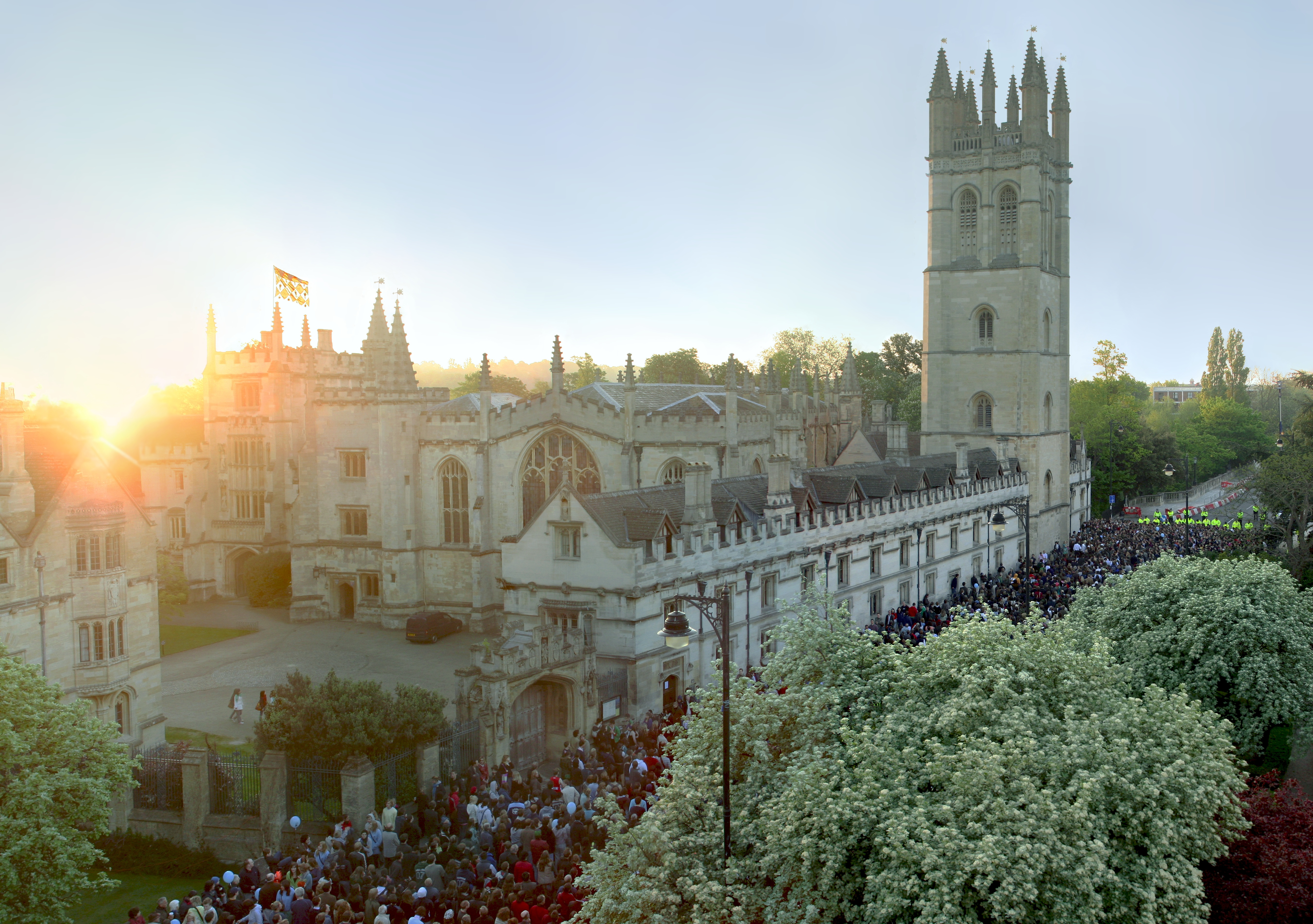
モードリン・カレッジ
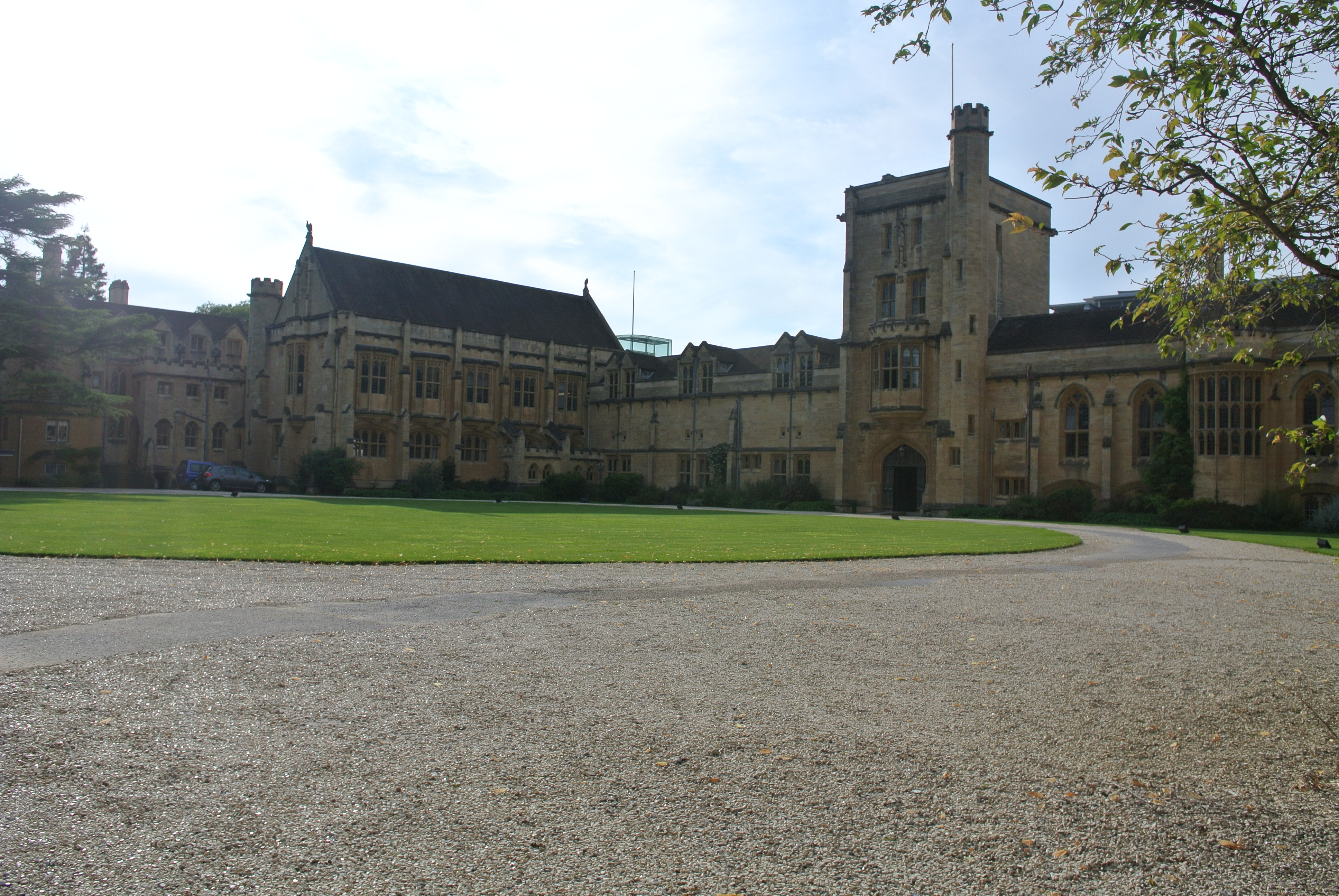
マンスフィールド・カレッジ

| 名前                                                       | 設立年                          | ウェブサイト                   | ケンブリッジ大学の姉妹関係のカレッジ                          |
| ---------------------------------------------------------- | ------------------------------- | ------------------------------ | ------------------------------------------------------------- |
| オール・ソウルズ・カレッジ All Souls College               | 1438年                          | http://www.all-souls.ox.ac.uk/ | トリニティ・ホール Trinity Hall                               |
| ベリオール・カレッジ Balliol College                       | 1263年                          | http://www.balliol.ox.ac.uk/   | セント・ジョンズ・カレッジ St John's College                  |
| ブレーズノーズ・カレッジ Brasenose College                 | 1509年                          | http://www.bnc.ox.ac.uk/       | ゴンヴィル アンド キース・カレッジ Gonville and Caius College |
| クライスト・チャーチ Christ Church                         | 1546年                          | http://www.chch.ox.ac.uk/      | トリニティ・カレッジ Trinity College                          |
| コーパス・クリスティ・カレッジ Corpus Christi College      | 1517年                          | http://www.ccc.ox.ac.uk/       | コーパス・クリスティ・カレッジ Corpus Christi College         |
| エクセター・カレッジ Exeter College                        | 1314年                          | http://www.exeter.ox.ac.uk/    | エマニュエル・カレッジ Emmanuel College                       |
| グリーン・テンプルトン・カレッジ Green Templeton College   | 2008年                          | http://www.gtc.ox.ac.uk/       | セント・エドムンズ・カレッジ St Edmund's College              |
| ハリス・マンチェスター・カレッジ Harris Manchester College | 1786年, College status 1996年   | http://www.hmc.ox.ac.uk/       | ホーマートン・カレッジ Homerton College                       |
| ハートフォード・カレッジ Hertford College                  | 1282年                          | http://www.hertford.ox.ac.uk/  |                                                               |
| ジーザス・カレッジ Jesus College                           | 1571年                          | http://www.jesus.ox.ac.uk/     | ジーザス・カレッジ Jesus College                              |
| キーブル・カレッジ Keble College                           | 1870年                          | http://www.keble.ox.ac.uk/     | セルウィン・カレッジ Selwyn College                           |
| ケロッグ・カレッジ Kellogg College                         | 1990年, College status 1994年   | http://www.kellogg.ox.ac.uk/   |                                                               |
| レディ・マーガレット・ホール Lady Margaret Hall            | 1878年                          | http://www.lmh.ox.ac.uk/       | ニューナム・カレッジ Newnham College                          |
| リネカー・カレッジ Linacre College                         | 1962年                          | http://www.linacre.ox.ac.uk/   | ウルフソン・カレッジ Wolfson College                          |
| リンカーン・カレッジ Lincoln College                       | 1427年                          | http://www.linc.ox.ac.uk/      | ダウニング・カレッジ Downing College                          |
| モードリン・カレッジ Magdalen College                      | 1458年                          | http://www.magd.ox.ac.uk/      | モードリン・カレッジ Magdalene College                        |
| マンスフィールド・カレッジ Mansfield College               | 1886年, College status 1995年   | http://www.mansfield.ox.ac.uk/ | ホーマートン・カレッジ Homerton College                       |
| マートン・カレッジ Metton College                          | 1264年                          | http://www.merton.ox.ac.uk/    | ピーターハウス Peterhouse                                     |
| ニュー・カレッジ New College                               | 1379年                          | http://www.new.ox.ac.uk/       | キングス・カレッジ King's College                             |
| ナフィールド・カレッジ Nuffield College                    | 1958年                          | http://www.nuff.ox.ac.uk/      |                                                               |
| オリオル・カレッジ Oriel College                           | 1326年                          | http://www.oriel.ox.ac.uk/     | クレア・カレッジ Clare College                                |
| ペンブローク・カレッジ Pembroke College                    | 1624年                          | http://www.pmb.ox.ac.uk/       | クイーンズ・カレッジ Queens' College                          |
| ザ・クイーンズ・カレッジ The Queen's College               | 1341年                          | http://www.queens.ox.ac.uk/    | ペンブルック・カレッジ Pembroke College                       |
| ルベン・カレッジ Reuben College                            | 2019年                          | https://www.reuben.ox.ac.uk/   |                                                               |
| セント・アンズ・カレッジ St Anne's College                 | 1878年                          | http://www.st-annes.ox.ac.uk/  | ニュー・ホール New Hall                                       |
| セント・アントニーズ・カレッジ St Antony's College         | 1950年, College status 1963年   | http://www.sant.ox.ac.uk/      | ウルフソン・カレッジ Wolfson College                          |
| セント・キャサリンズ・カレッジ St Catherine's College      | 1963年                          | http://www.stcatz.ox.ac.uk/    | ロビンソン・カレッジ Robinson College                         |
| セント・クロス・カレッジ St Cross College                  | 1965年                          | http://www.stx.ox.ac.uk/       | クレア・ホール Clare Hall                                     |
| セント・エドモンド・ホール St Edmund Hall                  | c.1278年, College status 1957年 | http://www.seh.ox.ac.uk/       | フィッツウィリアム・カレッジ Fitzwilliam College              |
| セント・ヒルダズ・カレッジ St Hilda's College              | 1893年                          | http://www.st-hildas.ox.ac.uk/ | ピーター・ハウス Clare College                                |
| セント・ヒューズ・カレッジ St Hugh's College               | 1886年                          | http://www.st-hughs.ox.ac.uk/  | クレア・カレッジ Peterhouse                                   |
| セント・ジョンズ・カレッジ St John's College               | 1555年                          | http://www.sjc.ox.ac.uk/       | シドニー・サセックス・カレッジ Sidney Sussex College          |
| セント・ピーターズ・カレッジ St Peter's College            | 1929年                          | http://www.spc.ox.ac.uk/       |                                                               |
| サマービル・カレッジ Somerville College                    | 1879年                          | http://www.some.ox.ac.uk/      | ガートン・カレッジ Girton College                             |
| トリニティ・カレッジ Trinity College                       | 1554年                          | http://www.trinity.ox.ac.uk/   | チャーチル・カレッジ Churchill College                        |
| ユニバーシティ・カレッジ University College                | 1249年                          | http://www.univ.ox.ac.uk/      | トリニティ・ホール Trinity Hall                               |
| ウォドム・カレッジ Wadham College                          | 1610年                          | http://www.wadham.ox.ac.uk/    | クライスト・カレッジ Christ's College                         |
| ウルフソン・カレッジ Wolfson College                       | 1966年, College status 1981年   | http://www.wolfson.ox.ac.uk/   | ダーウィン・カレッジ Darwin College                           |
| ウスター・カレッジ Worcester College                       | 1714年                          | http://www.worcester.ox.ac.uk/ | セント・キャサリンズ・カレッジ St Catharine's College         |

- クライスト・チャーチ
- モードリン・カレッジ
- マンスフィールド・カレッジ

## 学位

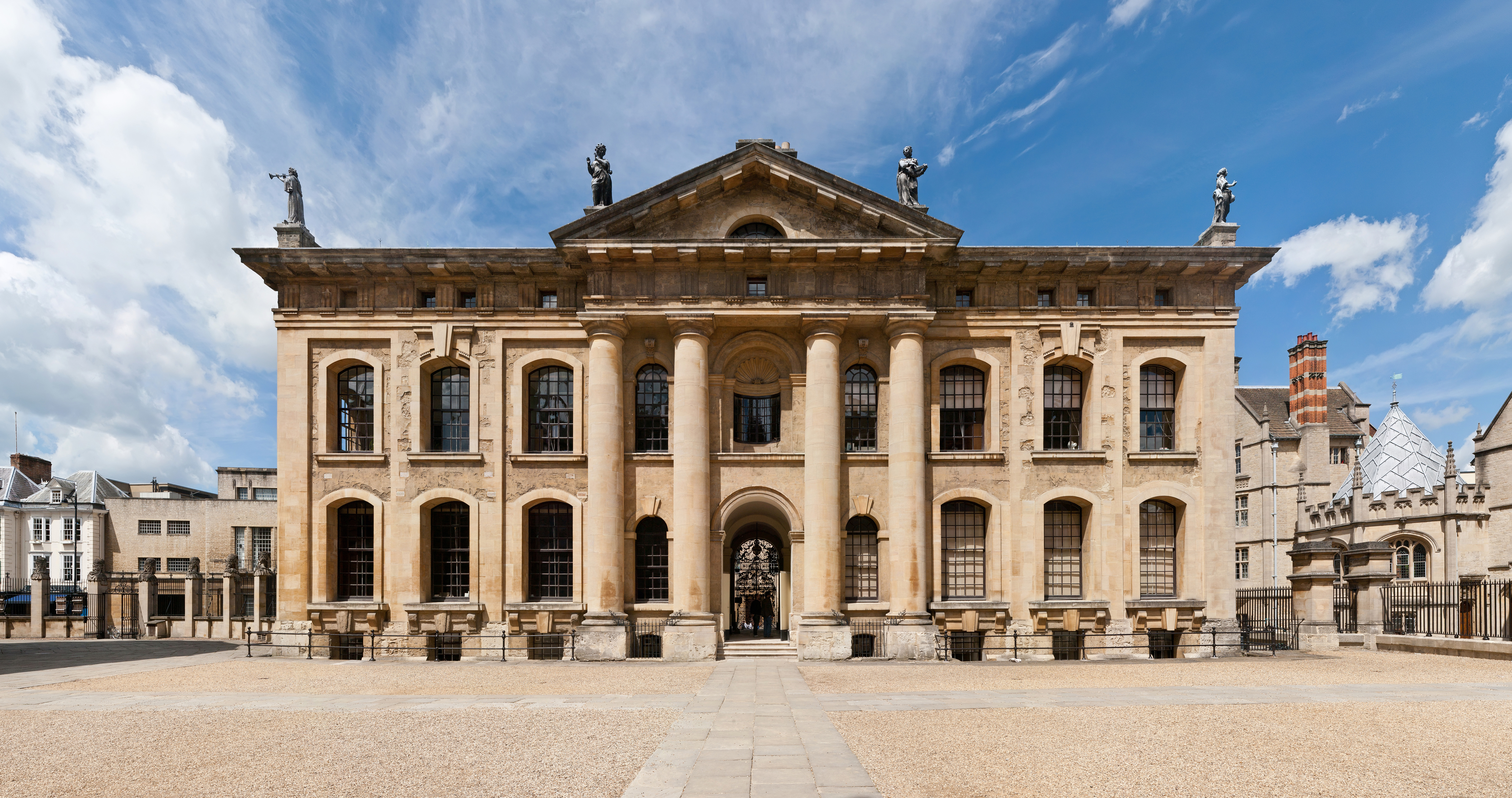
Clarendon Building

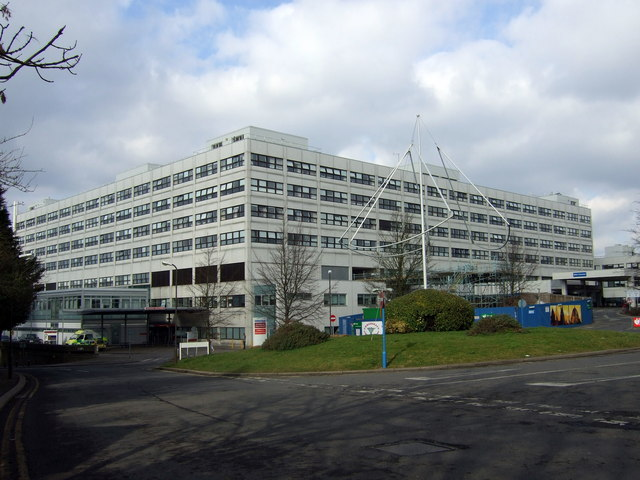
オックスフォード大学医学部 (Oxford Medicine)

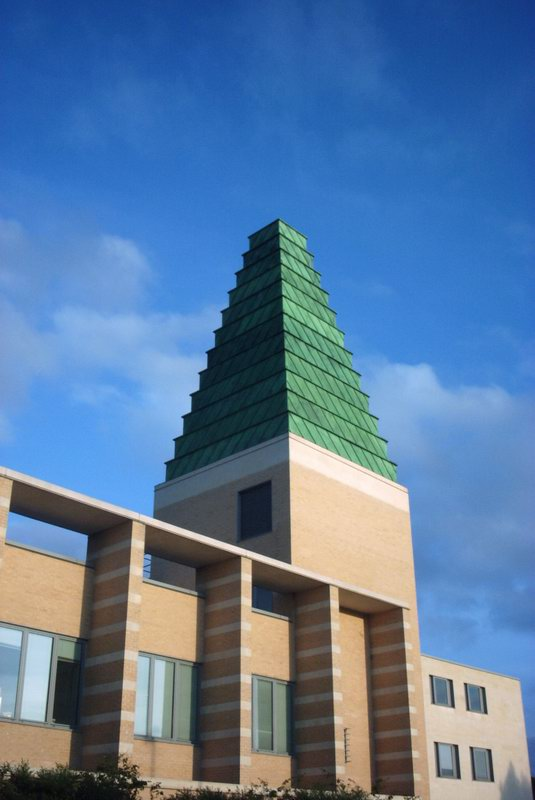
サイード・ビジネス・スクール (SBS)

### 学士号
- Bachelor of Arts（B.A.）：教養学士号
- Bachelor of Fine Arts（B.F.A.）：美術士号
- Bachelor of Theology（B.Th.）：神学士号
- Bachelor of Education（B.Ed.）：教育学士号

#### 修士号（学部、4年制）
- Master of Engineering（M.Eng.）：工学修士号
- Master of Physics（M.Phys.）：物理学修士号
- Master of Chemistry（M.Chem.）：化学修士号
- Master of Biochemistry（M.Biochem.）：生物学修士号
- Master of Mathematics（M.Math.）：数学修士号
- Master of Earth Sciences（M.EarthSc.）：地球科学修士号

### 文学修士号
- Master of Arts（M.A.）：教養修士号

### 大学院学位

#### 学士号
- Bachelor of Divinity（B.D.）：神学士号
- Bachelor of Medicine & Bachelor of Surgery（B.M., B.Ch.）：医学士号、外科学士号
- Bachelor of Civil Law（B.C.L.）：民法学士号
- Bachelor of Letters（B.Litt.）（no longer awarded）：文学士号
- Bachelor of Science（B.Sc.）（no longer awarded）：科学士号
- Bachelor of Music（B.Mus.）：音楽学士号
- Bachelor of Philosophy（B.Phil.）（only now awarded in Philosophy）：哲学士号

#### 修士号
- Master of Surgery（M.Ch.）（10年）：外科学修士号
- Master of Philosophy（M.Phil.）：哲学修士号
- Master of Letters（M.Litt.）：文学修士号
- Master of Science（M.Sc.）（awarded by examination or by research）：理学修士号
- Magister Juris（M.Jur.）：法学修士号
- Master of Studies（M.St.）：学士号
- Master of Theology（M.Th.）：神学士号
- Master of Business Administration（MBA）：経営学修士（サイード・ビジネス・スクール）
- Master of Public Policy（MPP）：公共政策学修士（ブラバトニック公共政策大学院）
- Master of Education（M.Ed.）：教育学修士号

#### 博士号
- Doctor of Divinity（D.D.）：神学博士
- Doctor of Civil Law（D.C.L.）：民法学博士
- Doctor of Medicine（D.M.）：医学博士
- Doctor of Letters（D.Litt.）：文学博士
- Doctor of Science（D.Sc.）：理学博士
- Doctor of Music（D.Mus.）：音楽学博士
- Doctor of Philosophy（D.Phil.）：哲学博士
- Doctor of Clinical Psychology（D.Clin.Psychol.）：臨床心理学博士
- Doctor of Engineering（Eng.D.）：工学博士

## 学生
受験に際しては、ケンブリッジ大学と同じで、通常の試験および面接による。特徴を挙げると、オックスフォードは人物評価点を重視、ケンブリッジ大学は客観入試点を重視するところに違いがあるといわれている。そのほか、入試期間が約2週間程度になる（アドミッションオフィス入試制）。

## スポーツ・サークル・伝統
カレッジによっては通常の夕食の後で「フォーマル・ホール（Formal Hall）」と呼ばれる正装を必要とする晩餐を開催するなど、他の国々の大学制度とは異なったしきたりやルールが多数ある。
学部生、大学院生などそれぞれの立場によって着るべき黒のガウンが決められており、各種式典やフォーマル・ホールなどの公式な場では身に着けることを要請されている。また、ライバル校、ケンブリッジにはないしきたりとして、試験を受ける際、白いシャツ、黒のズボンあるいはスカートに男性はジャケット、その上からガウンを着る、いわゆる「サブファスク」を着るよう義務づけられていることが挙げられる。

## 教員及びおもな出身者

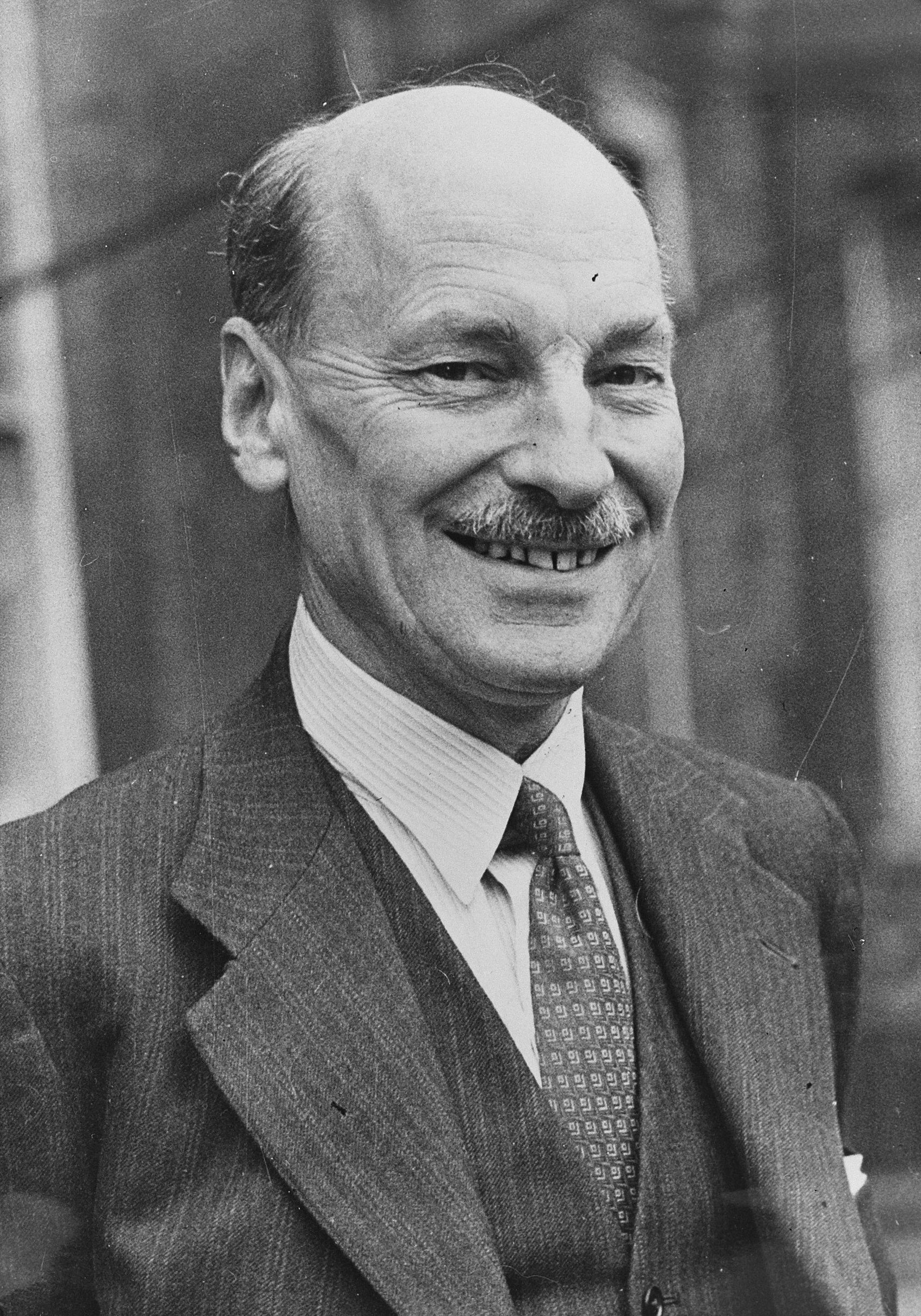
第62代英国首相 クレメント・アトリー
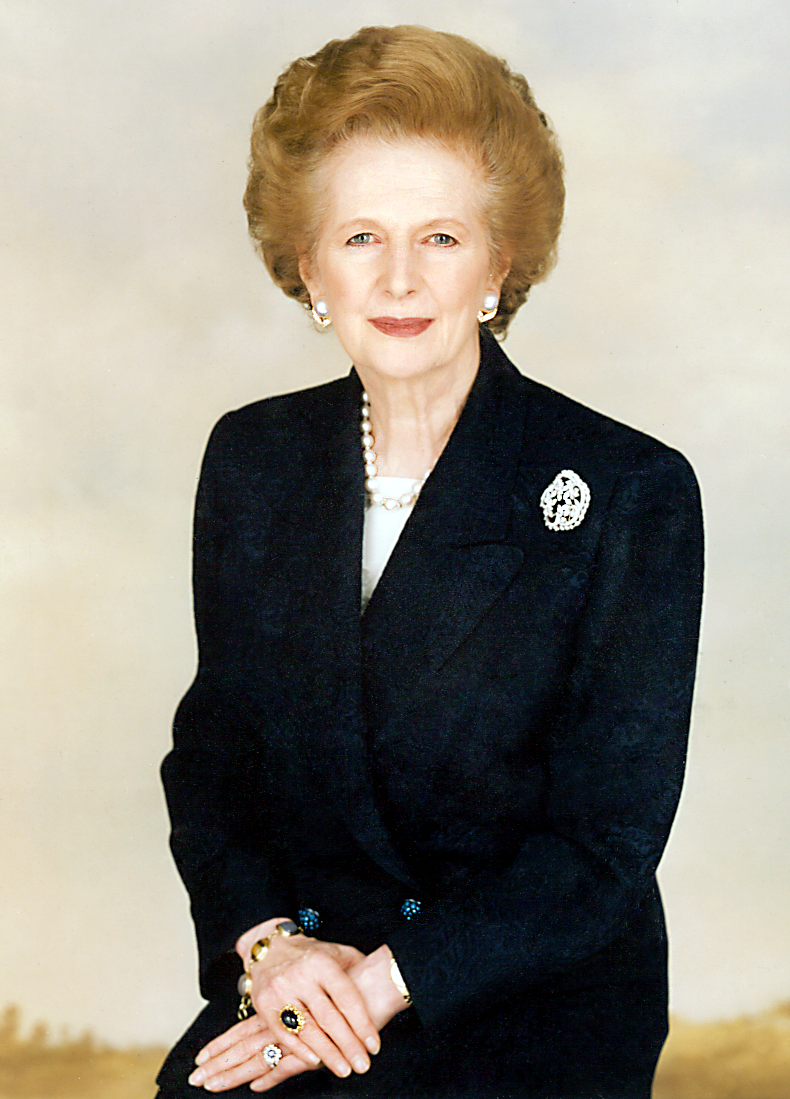
第71代英国首相  マーガレット・サッチャー
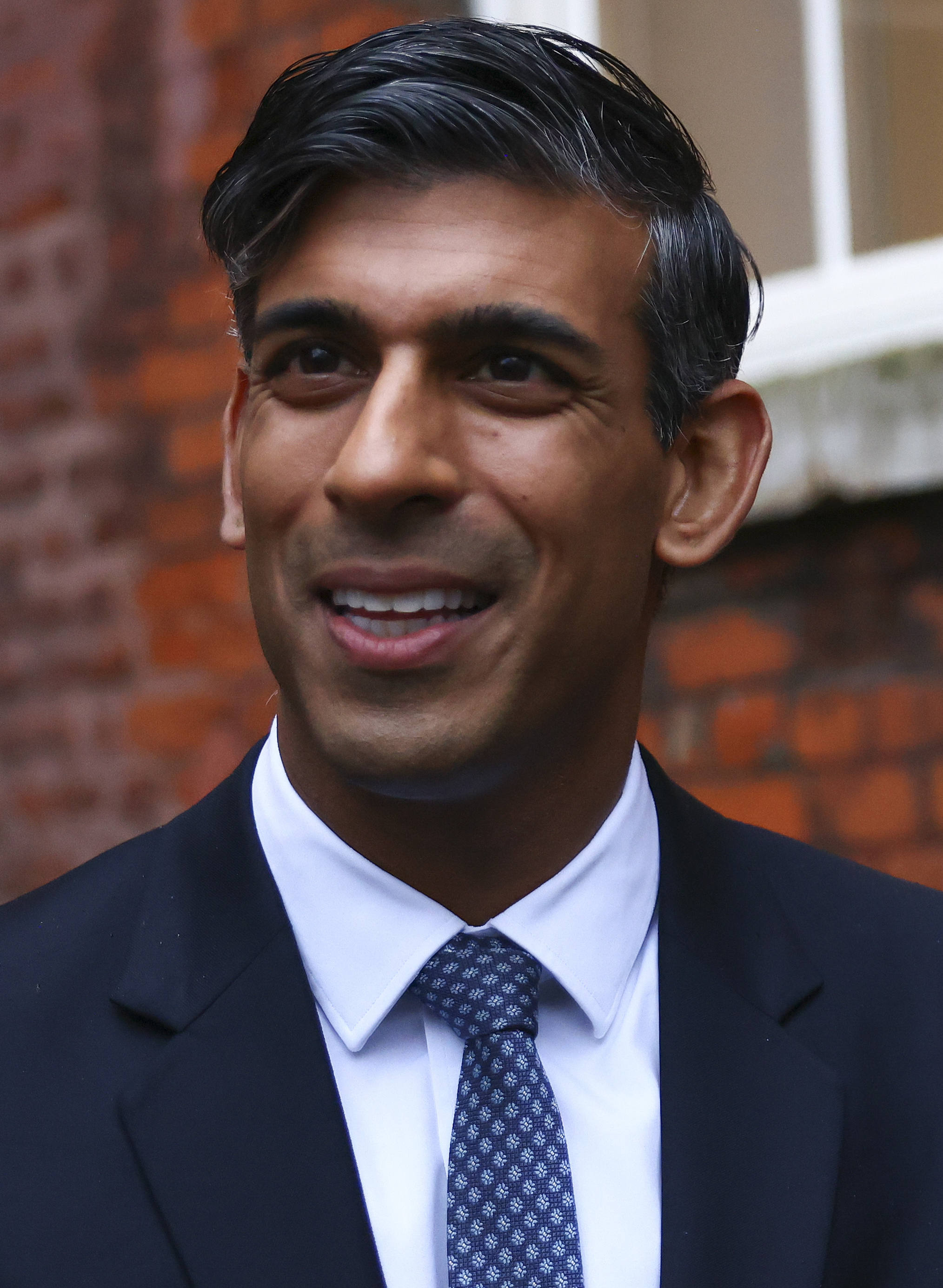
第79代英国首相  リシ・スナク
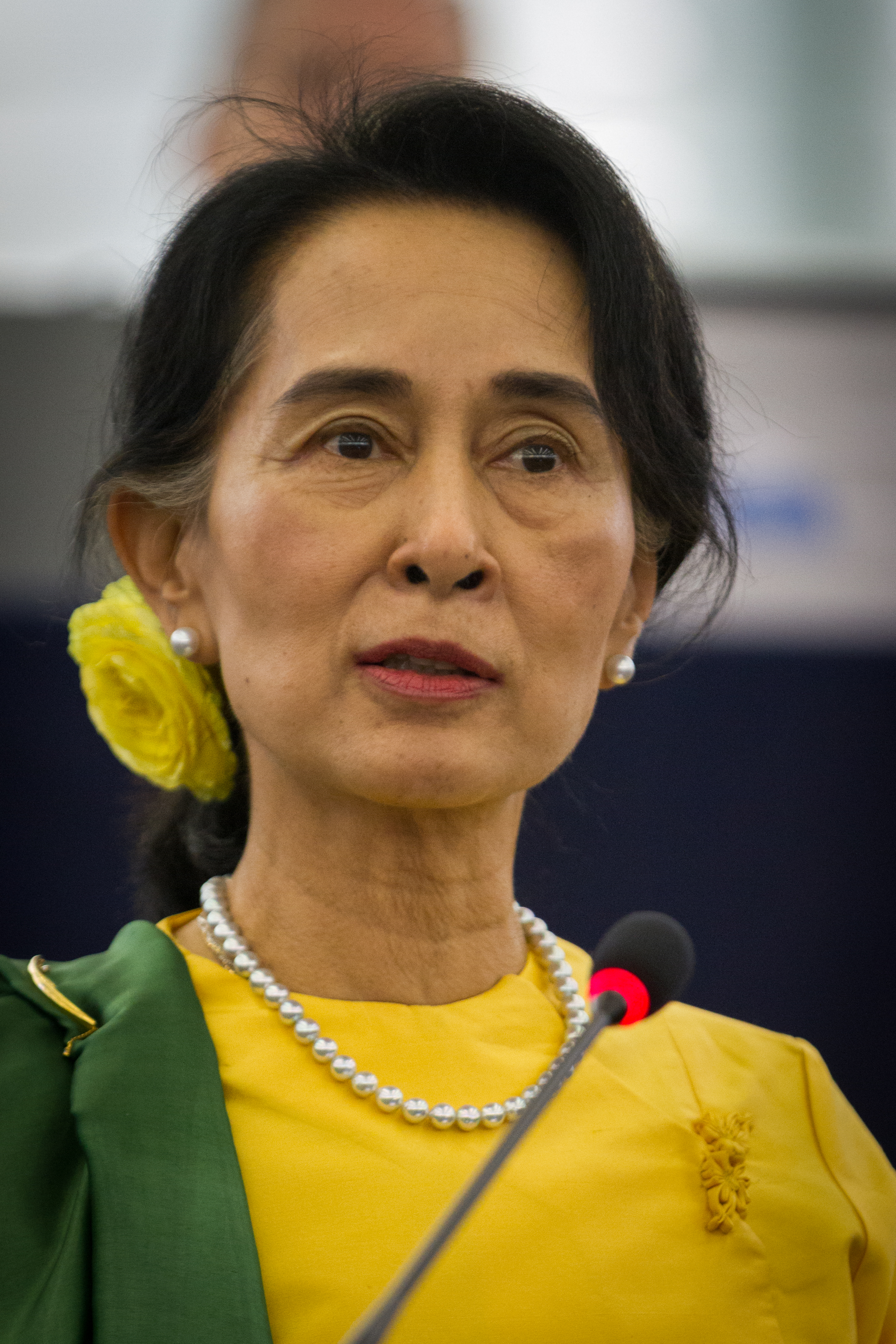
元ミャンマー国家顧問 アウンサンスーチー
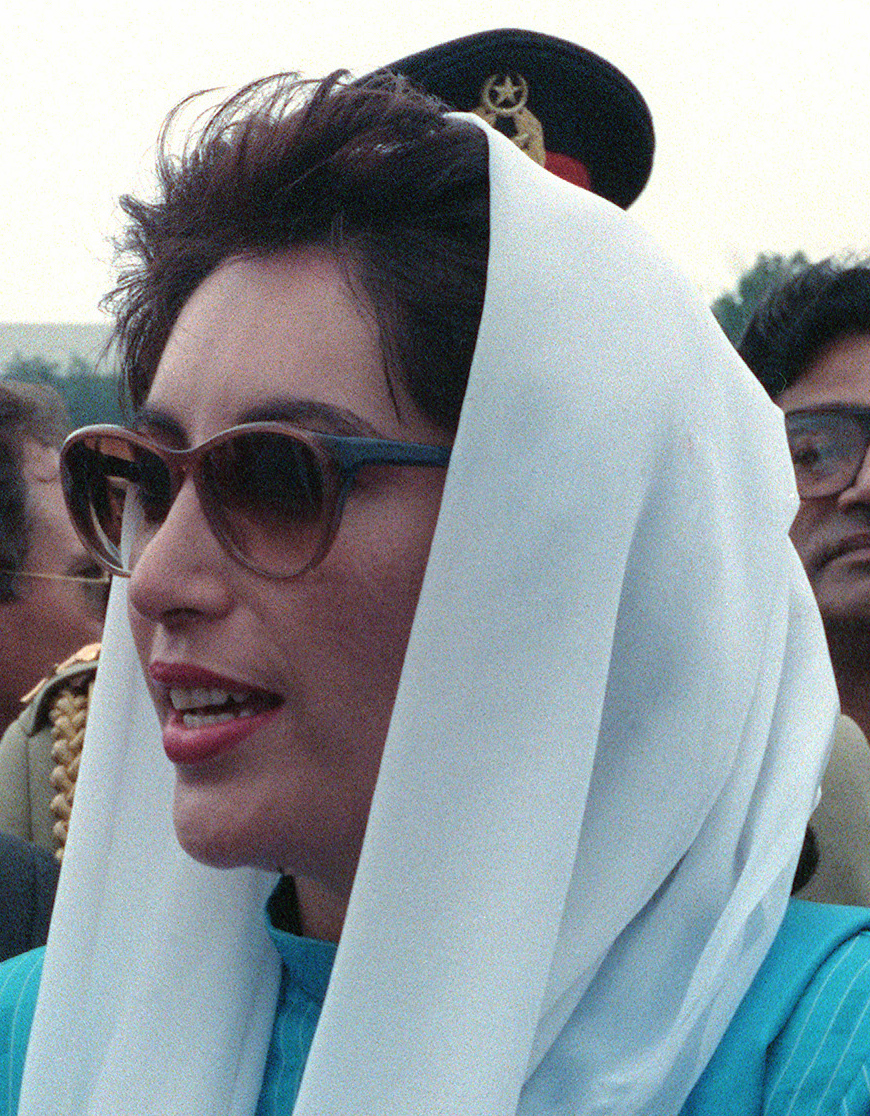
元パキスタン首相 ベーナズィール・ブットー
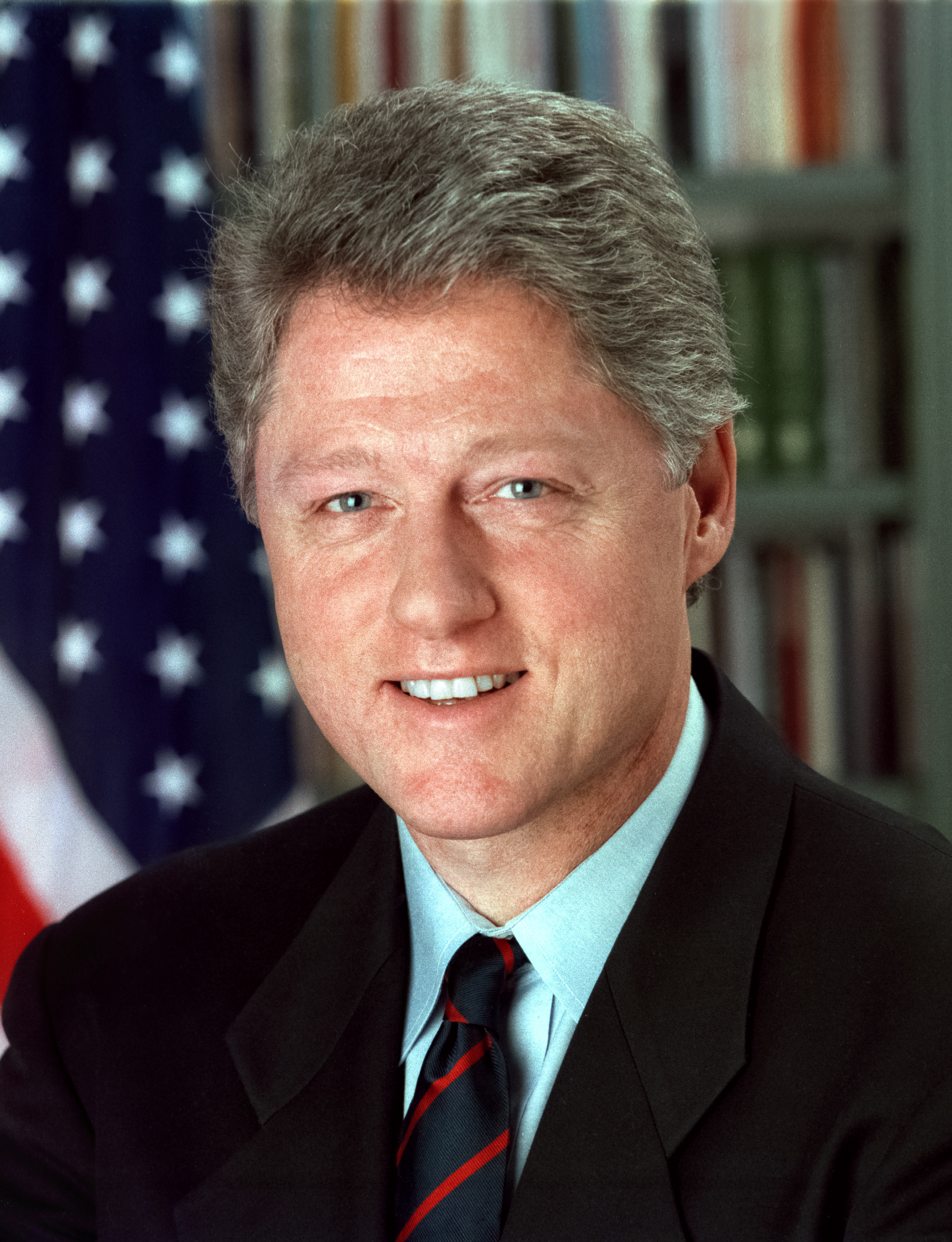
第42代米国大統領 ビル・クリントン
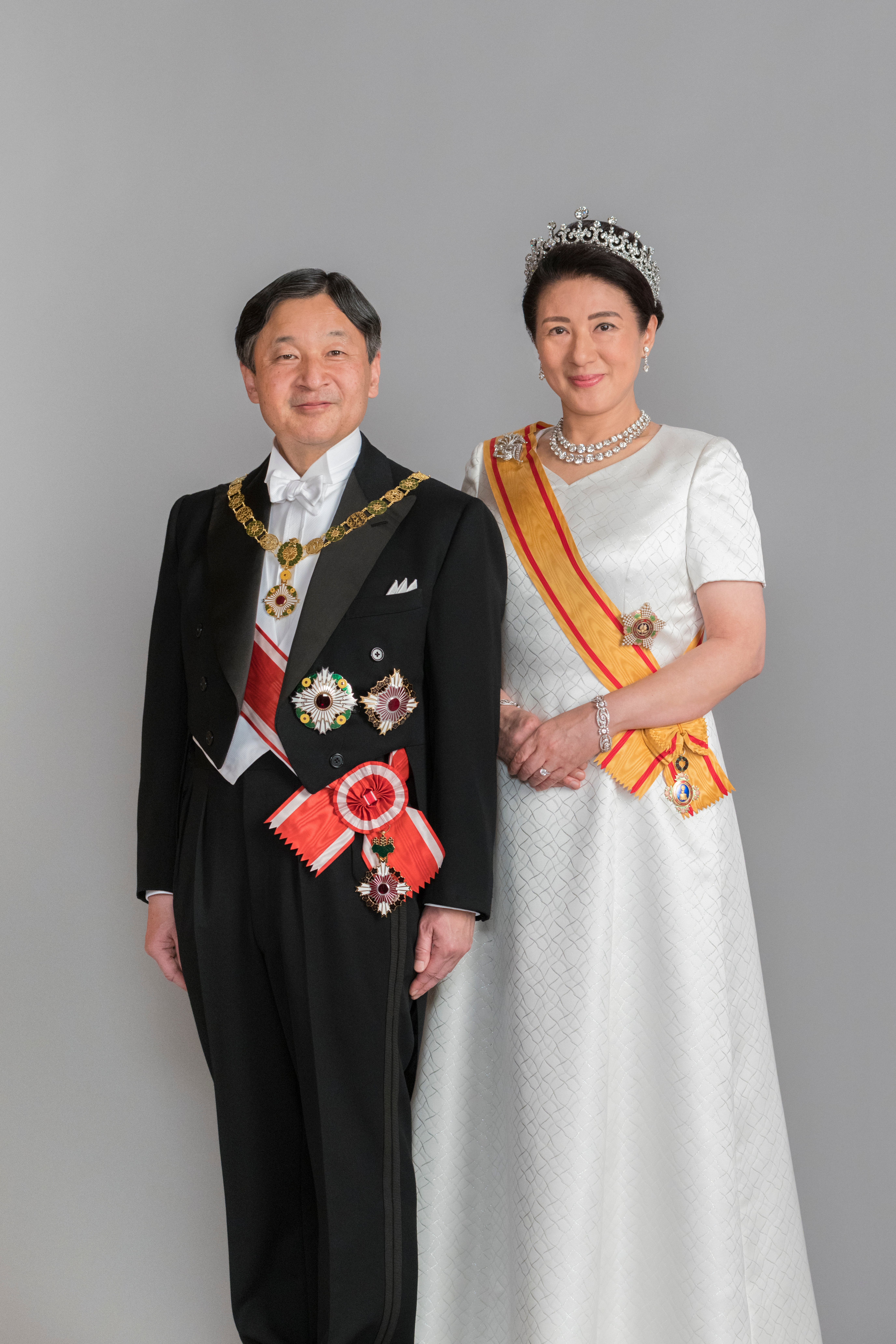
天皇皇后両陛下
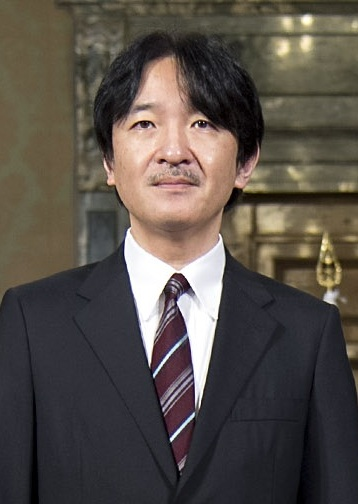
皇位継承順位第2位　秋篠宮文仁親王
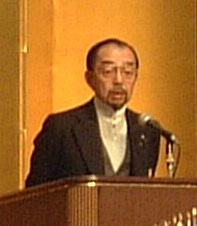
三笠宮祟仁親王の息子　寬仁親王
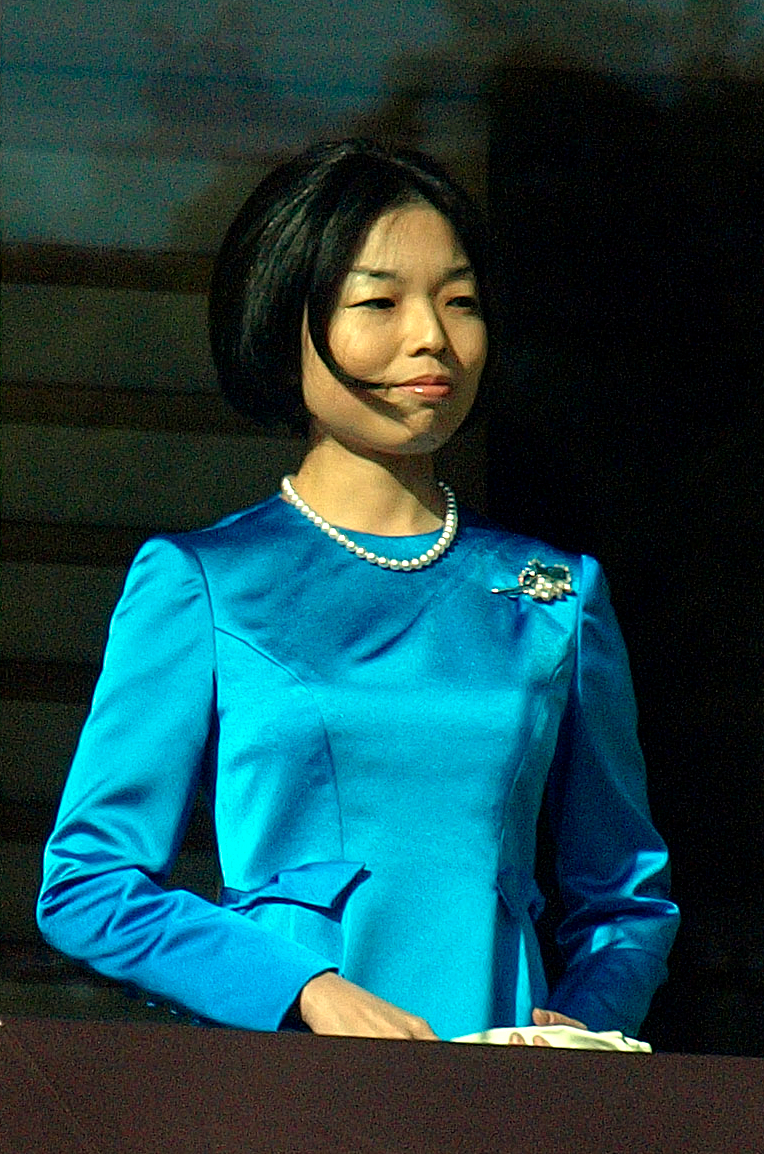
寬仁親王の娘　彬子女王
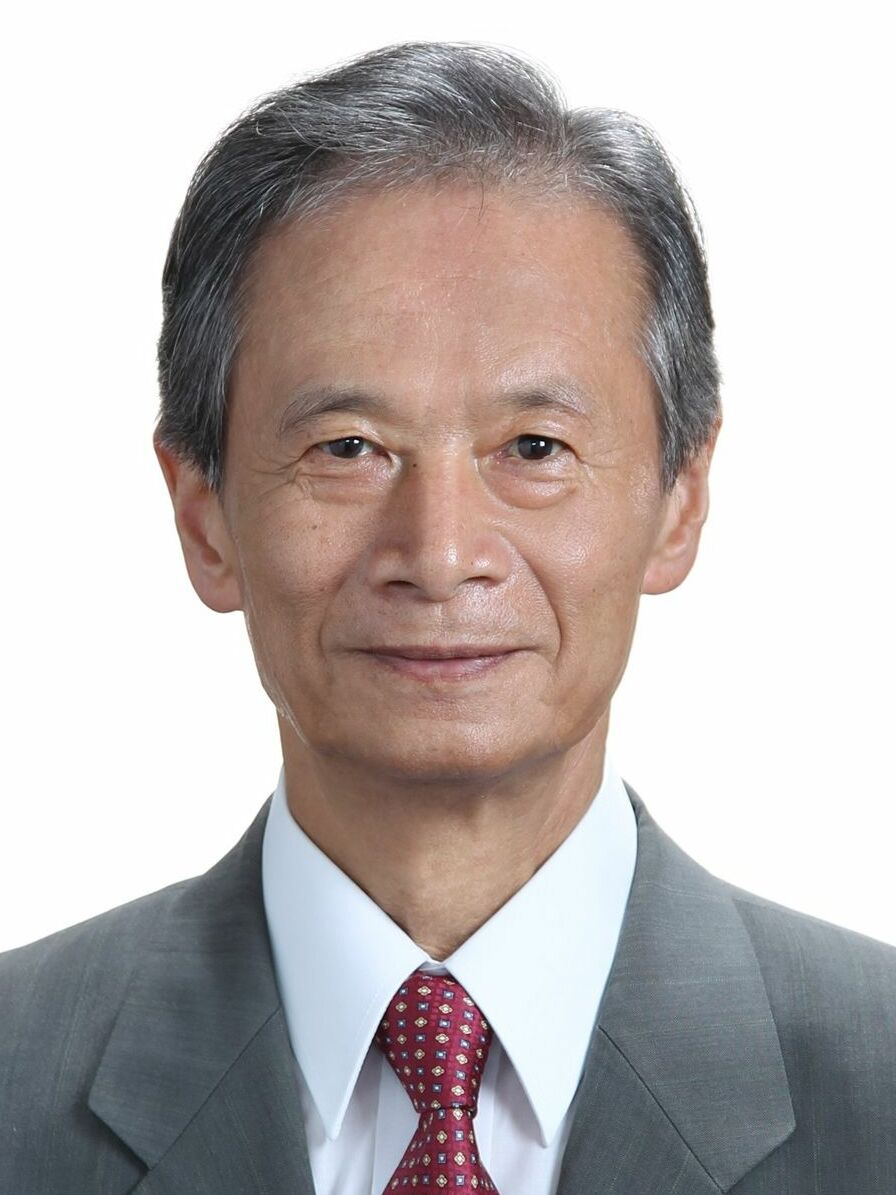
第27代参議院議長　江田五月
第17〜20代静岡県知事　川勝平太
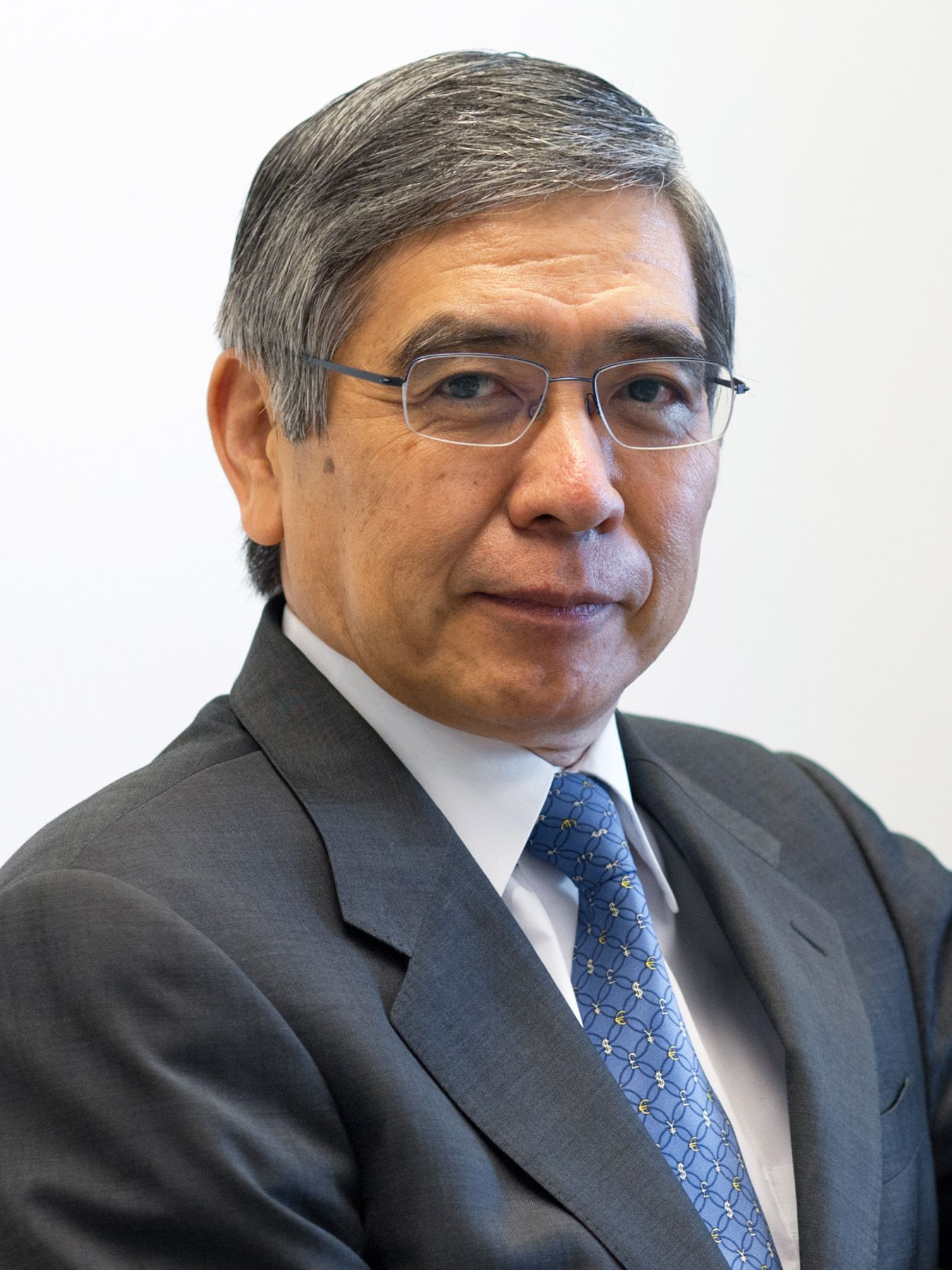
第8代アジア開発銀行総裁　黒田東彦
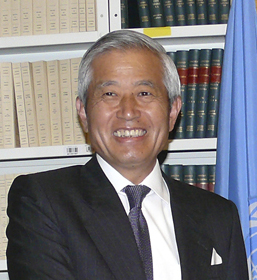
国連大使　高須幸雄
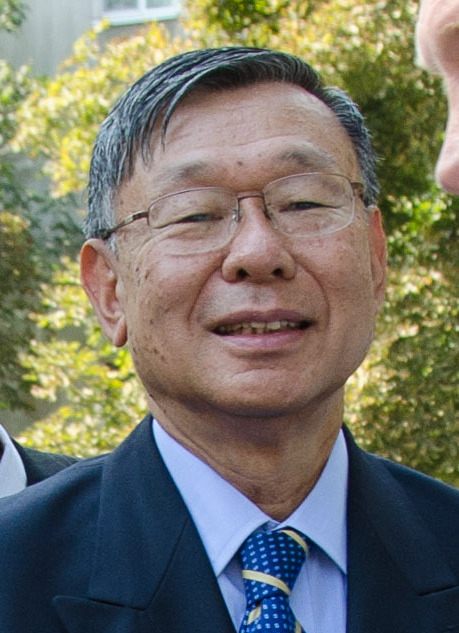
駐ウクライナ特命全権大使　角茂樹
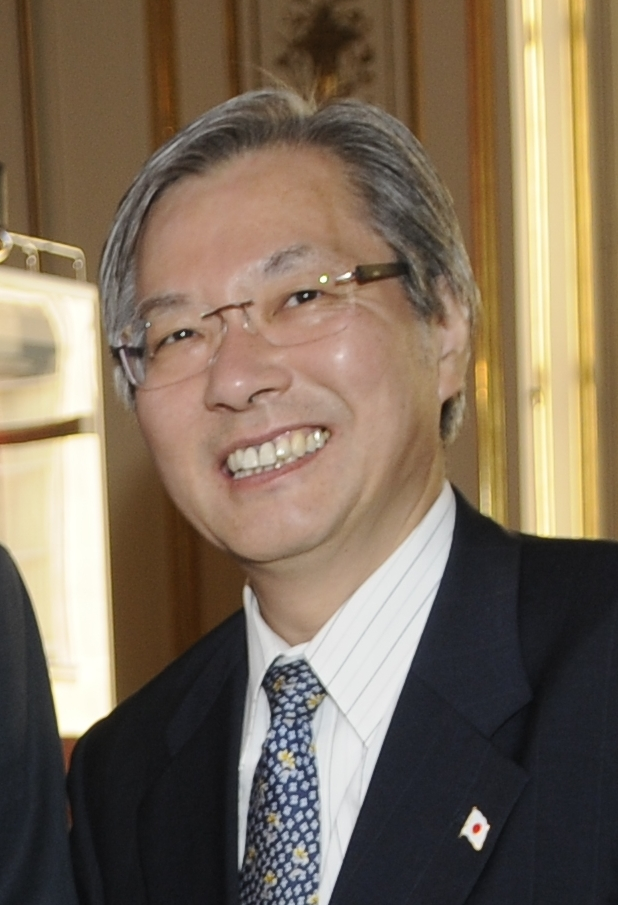
国連連合事務総長特別大使　山本忠通
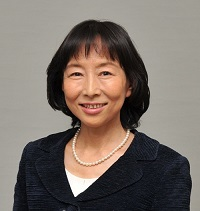
駐ハンガリー国特命全権大使　小野日子